# Wladimir Iwanowitsch Melnikow
Wladimir Iwanowitsch Melnikow (russisch Владимир Иванович Мельников; * 29. Oktober 1935 in Rschew, Oblast Kalinin, Sowjetunion; † 4. Januar 2010 in Moskau) war ein russischer Politiker.

## Biografie
Nach dem Schulbesuch studierte er am Staatlichen Institut für Forstwirtschaft in Moskau und beendete dieses 1958 mit der Graduierung. Im Anschluss war er als Produktionsingenieur zunächst Mitarbeiter des Kombinates in Ust-Kulom in der Autonomen Sozialistischen Sowjetrepublik (ASSR) Komi und wurde 1961 Mitglied der Kommunistischen Partei der Sowjetunion (KPdSU). Zwischen 1962 und 1970 war er nacheinander Designer, Leiter der Personalabteilung, Leiter der Fertigungsabteilung, Stellvertretender Direktor und schließlich Direktor der Maschinenfabrik von Syktywkar.
Nach Beendigung dieser Tätigkeit begann er 1970 seine hauptberufliche Tätigkeit als Parteifunktionär und war zunächst Sekretär des Stadtkomitees der KPdSU in Syktywkar sowie Leiter der Abteilung für die Holzindustrie im Parteikomitee in der ASSR Komi. 1976 wechselte er als Instrukteur in die Abteilung für Bauwesen des Zentralkomitees (ZK) der KPdSU. 1979 kehrte er in die ASSR Komi zurück und übernahm die Funktion des Zweiten Sekretärs des Parteikomitees von Komi.
Im Dezember 1984 wurde Melnikow Vorsitzender des Ministerrates der ASSR Komi. Dieses Amt bekleidete er bis zum 3. März 1987 und übernahm dann die Funktion des Ersten Sekretär der KPdSU in der ASSR Komi. Zugleich war er Vorsitzender der Vertretung der Komi in Moskau und als solcher Mitglied des Regionalen Koordinationsrates des Komitees für Interregionale Beziehungen und Nationale Politik.
Zwischen März 1984 und März 1989 war er Deputierter des Obersten Sowjet und danach bis Oktober 1989 Deputierter des Volksdeputiertenkongresses. 
Am 3. August 1989 wurde er zum Minister für Holzindustrie, Forstwirtschaft, Zellulose- und Papierindustrie der UdSSR ernannt und behielt dieses Amt bis 1. April 1991 in den Regierungen von Nikolai Iwanowitsch Ryschkow und Iwan Stepanowitsch Silajew.
Für seine Verdienste wurde er mehrfach ausgezeichnet und erhielt drei Mal den Orden des Roten Banners der Arbeit sowie den Orden der Völkerfreundschaft.
Nach dem Zerfall der Sowjetunion war er zwischen 1991 und 1994 Vorsitzender der Staatlichen Kooperative der Russischen Holzwirtschaft.